# Pyrausta microdontaloides
Pyrausta microdontaloides là một loài bướm đêm trong họ Crambidae.